# Saint-Saturnin-du-Bois
Saint-Saturnin-du-Bois és un municipi francès situat al departament del Charente Marítim i a la regió de la Nova Aquitània. L'any 2007 tenia 845 habitants.

## Demografia

### Població
El 2007 la població de fet de Saint-Saturnin-du-Bois era de 845 persones. Hi havia 311 famílies de les quals 71 eren unipersonals (28 homes vivint sols i 43 dones vivint soles), 110 parelles sense fills, 110 parelles amb fills i 20 famílies monoparentals amb fills.
La població ha evolucionat segons el següent gràfic:
Habitants censats

### Habitatges
El 2007 hi havia 366 habitatges, 312 eren l'habitatge principal de la família, 23 eren segones residències i 31 estaven desocupats. 360 eren cases i 4 eren apartaments. Dels 312 habitatges principals, 260 estaven ocupats pels seus propietaris, 47 estaven llogats i ocupats pels llogaters i 5 estaven cedits a títol gratuït; 14 tenien dues cambres, 30 en tenien tres, 71 en tenien quatre i 198 en tenien cinc o més. 263 habitatges disposaven pel capbaix d'una plaça de pàrquing. A 135 habitatges hi havia un automòbil i a 164 n'hi havia dos o més.

### Piràmide de població
La piràmide de població per edats i sexe el 2009 era:
| Homes | Edats   | Dones |
| ----- | ------- | ----- |
| 0     | 95 o +  | 5     |
| 6     | 90 a 94 | 11    |
| 6     | 85 a 89 | 20    |
| 9     | 80 a 84 | 7     |
| 18    | 75 a 79 | 16    |
| 10    | 70 a 74 | 11    |
| 43    | 65 a 69 | 29    |
| 12    | 60 a 64 | 19    |
| 15    | 55 a 59 | 4     |
| 20    | 50 a 54 | 33    |
| 44    | 45 a 49 | 43    |
| 38    | 40 a 44 | 21    |
| 23    | 35 a 39 | 28    |
| 25    | 30 a 34 | 30    |
| 24    | 25 a 29 | 18    |
| 16    | 20 a 24 | 20    |
| 47    | 15 a 19 | 51    |
| 22    | 10 a 14 | 19    |
| 20    | 5 a 9   | 25    |
| 39    | 0 a 4   | 17    |

## Economia
El 2007 la població en edat de treballar era de 507 persones, 369 eren actives i 138 eren inactives. De les 369 persones actives 324 estaven ocupades (171 homes i 153 dones) i 46 estaven aturades (24 homes i 22 dones). De les 138 persones inactives 64 estaven jubilades, 36 estaven estudiant i 38 estaven classificades com a «altres inactius».

### Ingressos
El 2009 a Saint-Saturnin-du-Bois hi havia 322 unitats fiscals que integraven 840,5 persones, la mediana anual d'ingressos fiscals per persona era de 15.682 €.

### Activitats econòmiques
Dels 25 establiments que hi havia el 2007, 1 era d'una empresa alimentària, 7 d'empreses de construcció, 3 d'empreses de comerç i reparació d'automòbils, 3 d'empreses d'hostatgeria i restauració, 1 d'una empresa financera, 1 d'una empresa immobiliària, 6 d'empreses de serveis i 3 d'entitats de l'administració pública.
Dels 8 establiments de servei als particulars que hi havia el 2009, 2 eren guixaires pintors, 1 fusteria, 1 lampisteria, 2 electricistes, 1 empresa de construcció i 1 agència immobiliària.
L'únic establiment comercial que hi havia el 2009 era una fleca.
L'any 2000 a Saint-Saturnin-du-Bois hi havia 34 explotacions agrícoles que ocupaven un total de 2.354 hectàrees.

## Equipaments sanitaris i escolars
El 2009 hi havia una escola elemental integrada dins d'un grup escolar amb les comunes properes formant una escola dispersa.

## Poblacions més properes
El següent diagrama mostra les poblacions més properes.